# 현기환
현기환(玄伎煥, 1959년 6월 10일 ~ )은 대한민국의 정치인이다.

## 생애
주택은행 노조위원장과 한국노동조합총연맹 대외협력본부장을 지낸 노동계 출신으로 2004년 부산광역시장 정책특보를 맡으면서 정계에 입문했다. 박근혜 대통령의 당내 대선후보 경선캠프가 한창 가동될 당시 현영희에게 공천 대가로 3억원을 받았다는‘총선 공천헌금 의혹’에 연루돼 당에서 제명됐다가, 검찰 조사 결과 증거 부족으로 무혐의 처분을 받으며 2013년 4월 복당했다.

## 뇌물수수 등 범죄
2017년 12월 14일 부산고등법원 제1형사부(재판장 김주호, 판사 유정우, 판사 박현진)는 뇌물수수, 변호사법위반 혐의로 현기환에게 징역 2년 6월 및 벌금 2,000만원, 추징금 119,267,500원을, 원심판결과 같이 정치자금법 위반 혐의로 징역 1년 및 추징금 253,829,816원을 선고했다.

## 학력
- 1972년 부산대신국민학교 졸업
- 1975년 영남중학교 졸업
- 1978년 부산대동고등학교 졸업
- 1982년 연세대학교 행정학 학사
- 1990년 연세대학교 행정대학원 행정학 석사

## 경력
- 한국주택은행 노동조합위원장
- 한국노동조합총연맹 대외협력본부장
- 부산광역시장 정책특별보좌관
- 한나라당 부대변인
- 한나라당 공직후보자추천위원회 위원
- 한나라당 부산광역시당 홍보지원단장
- 여의도연구원 부원장
- 청와대 정무수석
- 새누리당 제명

## 역대 선거 결과
| 실시년도 | 선거   | 대수 | 직책     | 선거구         | 정당     | 득표수   | 득표율          | 순위 | 당락 | 비고 |
| -------- | ------ | ---- | -------- | -------------- | -------- | -------- | --------------- | ---- | ---- | ---- |
| 2008년   | 총선   | 18대 | 국회의원 | 부산 사하구 갑 | 한나라당 | 24,380표 | \| \| 44.89% \| | 1위  |      | 초선 |
|          | 44.89% |      |          |                |          |          |                 |      |      |      |